# Stelis micrantha
Stelis micrantha là một loài thực vật có hoa trong họ Lan. Loài này được (Sw.) Sw. miêu tả khoa học đầu tiên năm 1799.